# Distrikt Carhuanca
Der Distrikt Carhuanca liegt in der Provinz Vilcas Huamán in der Region Ayacucho in Südzentral-Peru. Der Distrikt besitzt eine Fläche von 54,3 km². Beim Zensus 2017 wurden 870 Einwohner gezählt. Im Jahr 1993 lag die Einwohnerzahl bei 1298, im Jahr 2007 bei 1149. Sitz der Distriktverwaltung ist die 2960 m hoch gelegene Ortschaft Carhuanca mit 405 Einwohnern (Stand 2017). Carhuanca liegt 20 km südöstlich der Provinzhauptstadt Vilcas Huamán.3 km südwestlich von Carhuanca befindet sich der archäologische Fundplatz Puntay Urqu.

## Geographische Lage
Der Distrikt Carhuanca liegt im Andenhochland im östlichen Süden der Provinz Vilcas Huamán. Der Río Pampas fließt entlang der südlichen Distriktgrenze nach Osten.
Der Distrikt Carhuanca grenzt im Westen an den Distrikt Huambalpa, im Norden und im Osten an den Distrikt Saurama sowie im Süden an die Distrikte San Antonio de Cachi (Provinz Andahuaylas) und Belén (Provinz Sucre).

## Ortschaften
Neben dem Hauptort gibt es folgende größere Ortschaften im Distrikt:
- San Miguel de Rayme